# Королевская почта

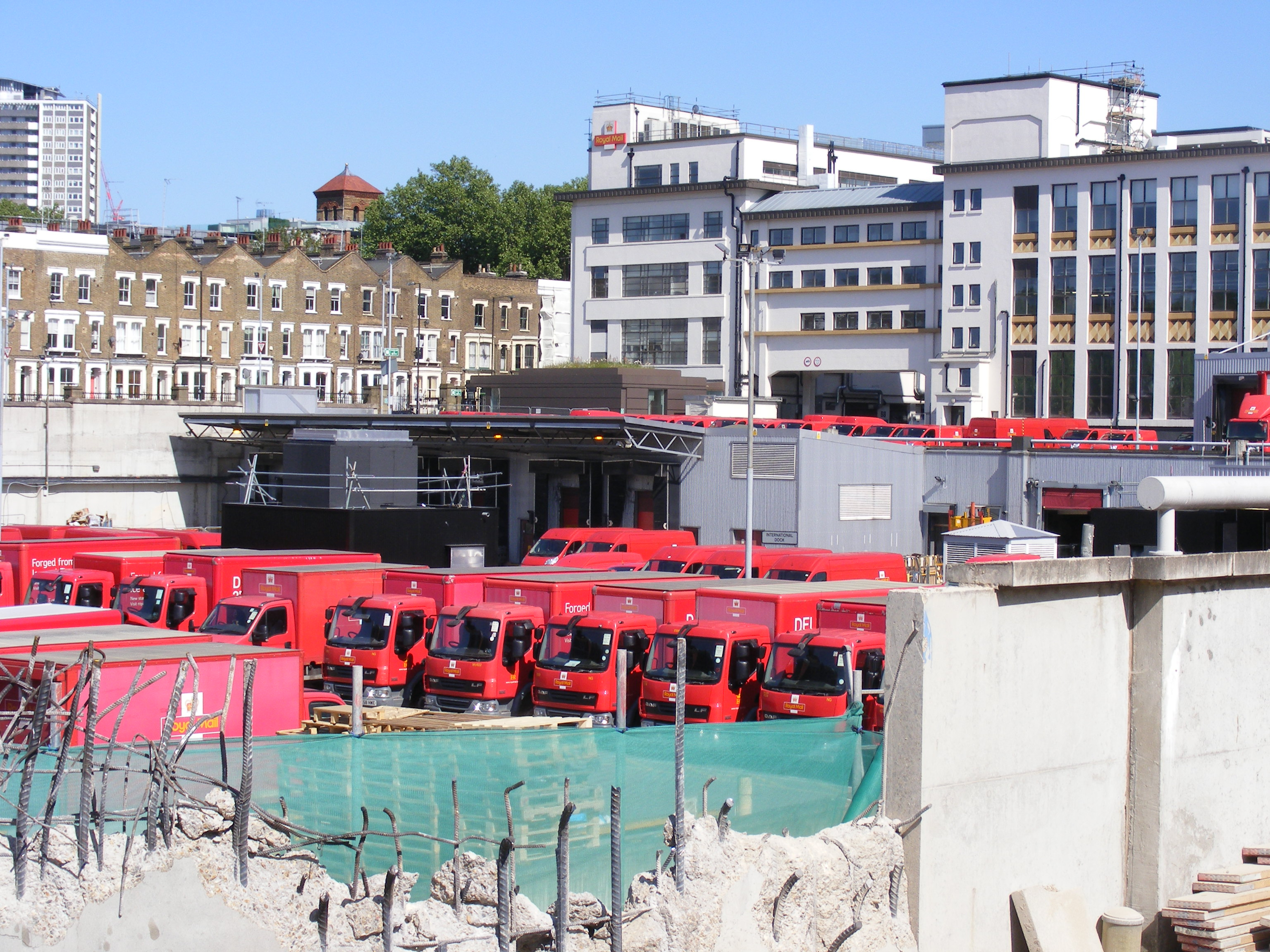
Почтовый центр Маунт Плезант, главный почтовый сортировочный центр Лондона

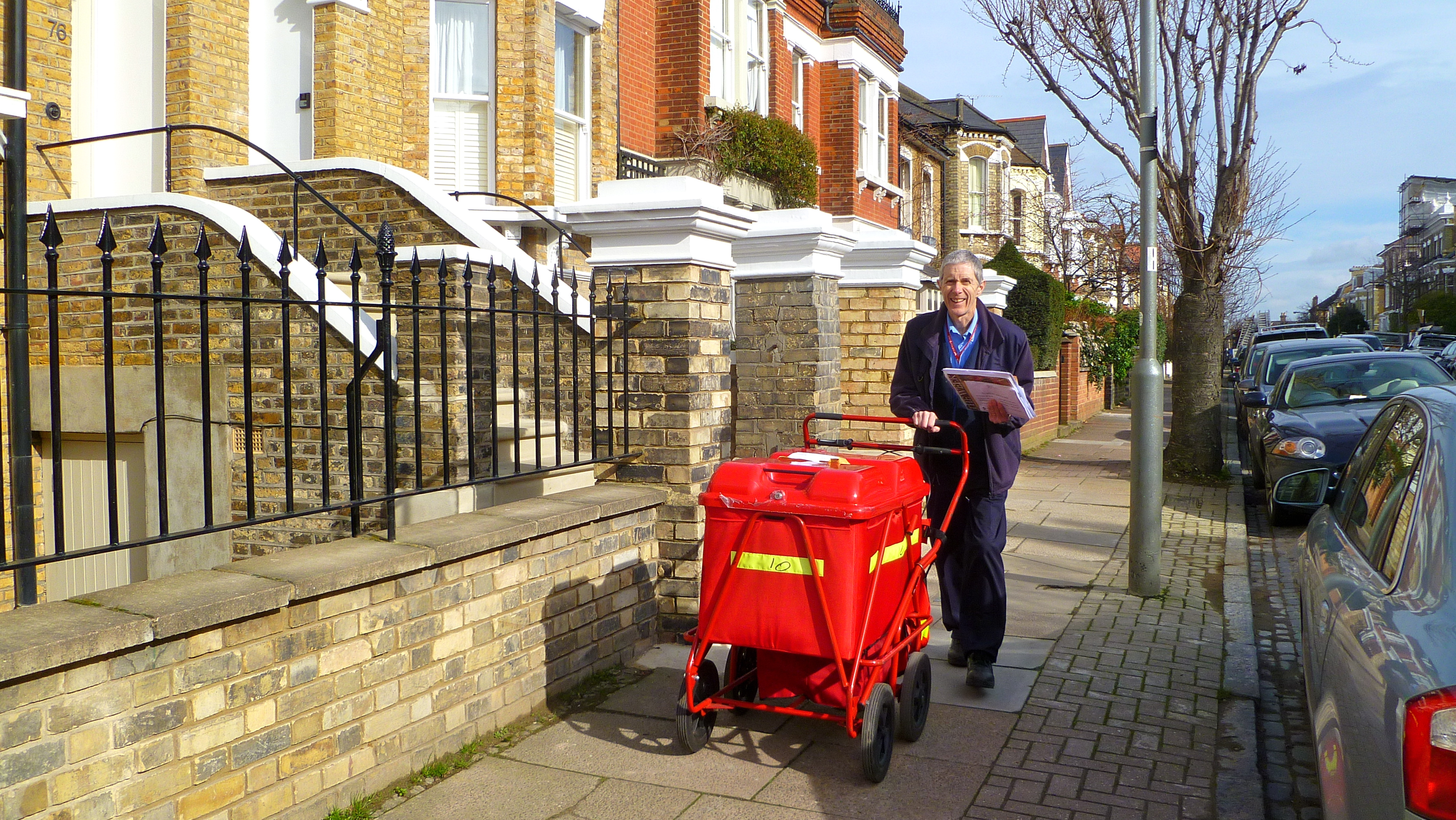
Почтальон в Лондоне

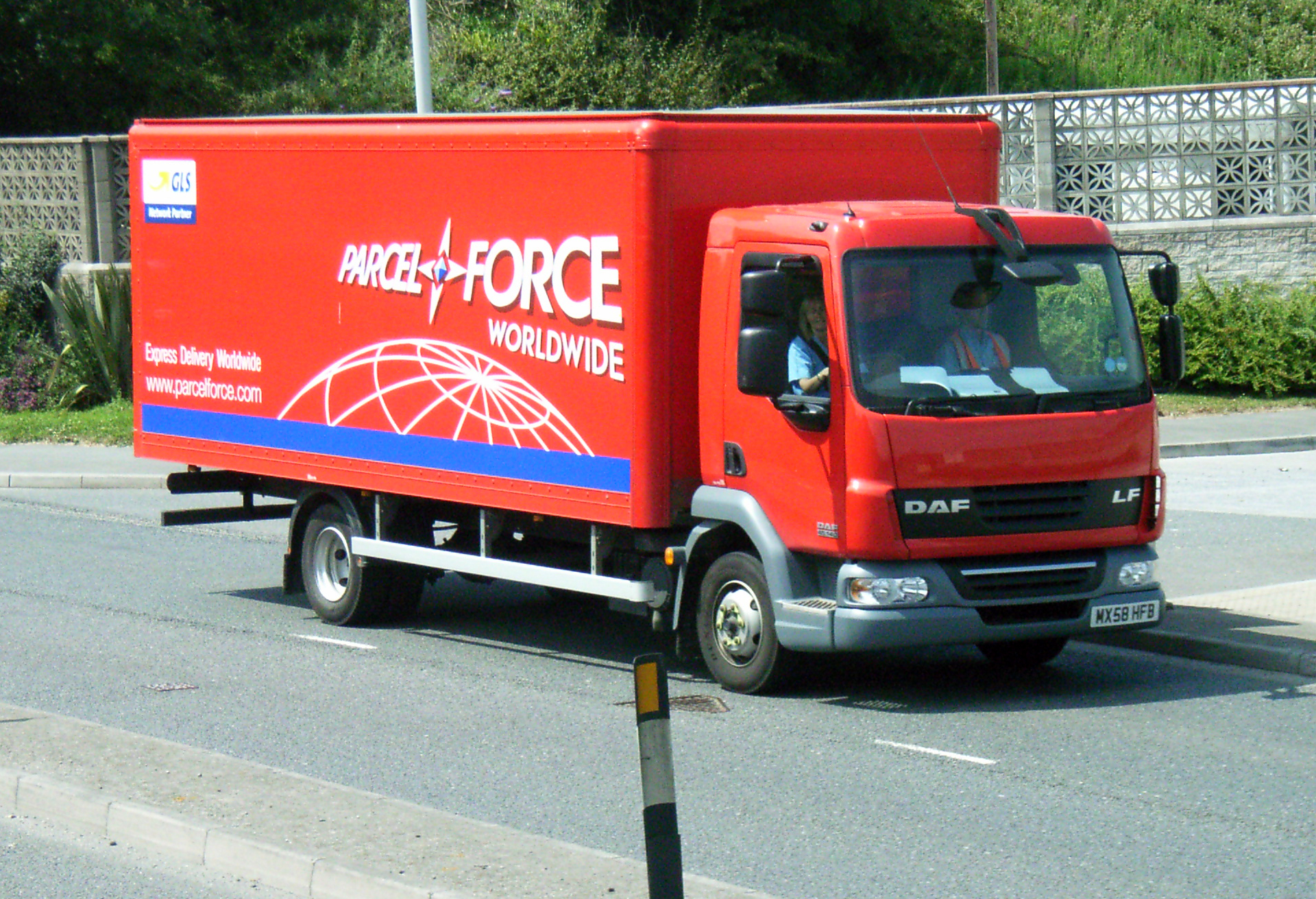
Грузовик Parcelforce Worldwide

Королевская почта (англ. Royal Mail) — почтовый оператор Великобритании. 11 тыс. отделений Королевской почты расположены по всей стране. Королевской почтой управляет компания International Distributions Services, которой также принадлежат служба экспресс-доставки посылок Parcelforce Worldwide и международная логистическая компания GLS Group, базирующаяся в Амстердаме (Нидерланды).

## История
В 1516 году Генрихом VIII была учреждена почтовая служба для доставки корреспонденции королевского двора. С 1635 года услуги почты стали доступны для всех. В 1660 году была создана государственная почтовая монополия General Post Office (GPO, Генеральное почтовое отделение). В декабре 1839 года началось применение штампа оплаты отправления (до этого доставку оплачивал получатель); в мае 1840 года в Великобритании появилась первая в мире почтовая марка («Чёрный пенни»); стоимость отправления любого письма в пределах Соединённого Королевства была установлена в 1 пенс. В 1852 году появились первые стоячие почтовые ящики. В 1869 году была объявлена монополия GPO на телеграфию, а в 1912 году — также и на телефонию.
В 1919 году началось применение авиапочты, а в 1930-х годах была разработана система «Эйрграф» (Airgraph), которой письма фотографировались, фотоплёнка доставлялась авиапочтой, снимки печатались и доставлялись адресату. В 1941 году такая отправка стала возможна в Египет, Канаду, Восточную Африку; в 1942 — в Индию и Южную Африку; в 1943 — в Австралию и Новую Зеландию; в 1944 — на Цейлон и в Италию.
В Лондоне существовал подземный тоннель для перевозки только почтовой корреспонденции, по которому ходили маленькие поезда, управляемые диспетчером с пульта. Он начал эксплуатироваться в 1973 году, но маршрут был законсервирован в 2003 году из-за того, что эксплуатация дороги стала слишком дорогой по сравнению с развозкой почты автотранспортом.
В 1969 году статус почтовой службы был изменён с департамента правительства в государственную корпорацию The Post Office. В 1981 году телефонная связь была отделена в компанию British Telecom. В 2000 году The Post Office сменила название на Consignia, но оно не прижилось и в 2002 году было заменено на Royal Mail Group. В 2010 году был принят закон о приватизации Royal Mail Group, которая состоялась 15 октября 2013 года; на Лондонской фондовой бирже было размещено 52,2 % акций, ещё 10 % акций были распределены между сотрудниками, остальные остались у государства и были проданы в июне 2015 года.
В 2017 году для рассылки писем были куплены пикапы, работающие на электричестве. Посылки по Великобритании везут на грузовиках, в другие страны — на самолёте.
Примерно от 4 до 5 % британской почты перевозится по железным дорогам, тогда как в 1950-х годах по железным дорогам перевозилось около половины почты. Есть план как минимум утроить объёмы почтовых отправлений, перевозимых по железным дорогам.
В июле 2022 года компания была переименована из Royal Mail plc в International Distributions Services plc.

## Деятельность
Компания по состоянию на 2023 год состояла из двух подразделений:
- Royal Mail and Parcelforce Worldwide (Royal Mail) — почтовые услуги и экспресс-доставка в Великобритании; 61 % выручки, 130 тыс. сотрудников, 37 центров сортировки почты и 11 тыс. почтовых отделений;
- General Logistics Services (GLS) — международные логистические услуги в Европе и Северной Америке; 39 % выручки, 22 тыс. сотрудников, 120 сортировочных центров.

Королевская почта Великобритании владеет известными брендами Royal Mail, Post Office и Parcelforce Worldwide, под которыми реализуется различная почтовая продукция и оказываются услуги по доставке.